# فرودگاه ناحیه‌ای شوگرلند
فرودگاه ناحیه‌ای شوگرلند (به انگلیسی: Sugar Land Regional Airport) فرودگاهی داخلی است که در ۲۷ کیلومتری مرکز شهر هوستون در شوگرلند، تگزاس واقع شده می‌باشد.
این فرودگاه چهارمین فرودگاه مهم شهر است.

## نگارخانه

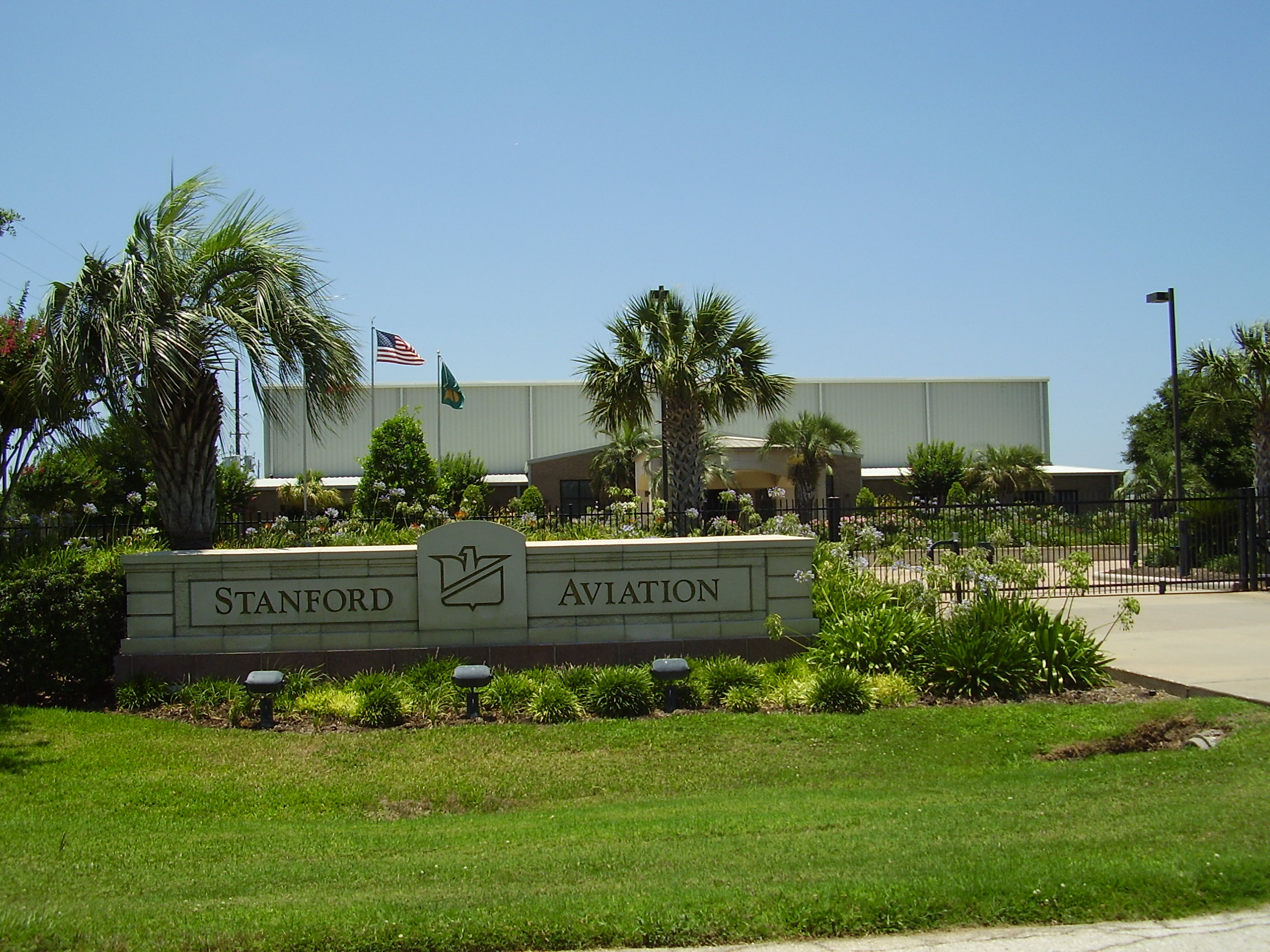
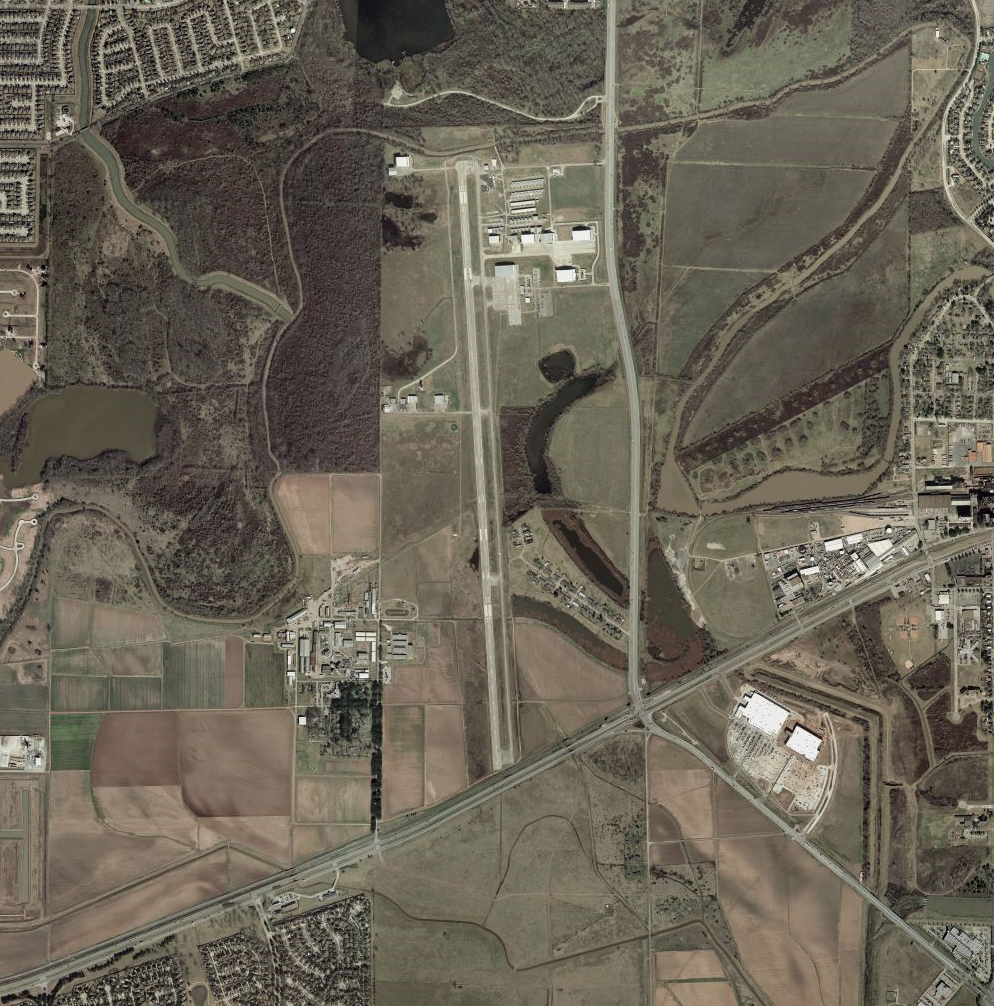
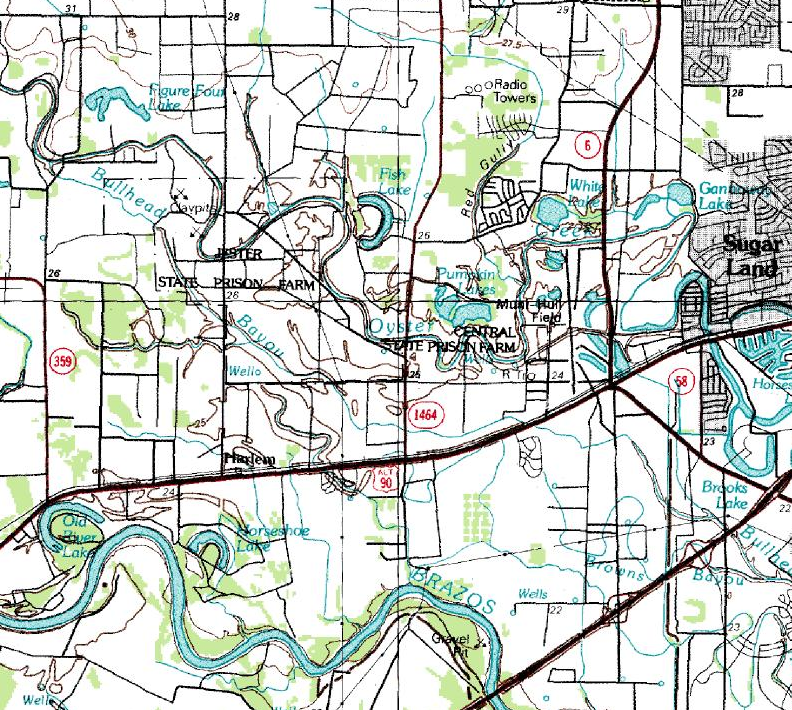